# Nisse Ahlman
Nils "Nisse" Ahlman, är en svensk barnskådespelare som bland annat medverkat i TV-serien Pip-Larssons i rollen som Knutte och i TV-serien Judith i rollen som Anton Wide.
Han hade även rollen som Brummelman i Dramatens uppsättning av Klas Klättermus 1999.

## Filmografi
- 1998 – Pip-Larssons - Knutte, 12 avsnitt (TV)
- 2000 – Judith - Anton Wide (TV)